# ریحانه (سده چهارم)
ریحانه دختر حسین (حسن) خوارزمی نام زنی دوستدار دانش و فلسفه در سده چهارم هجری قمری است که کتاب التفهیم ابوریحان بیرونی به او تقدیم شده است، چرا که خواهان نگارش کتابی فارسی درباره نجوم و هندسه و حساب بوده است.
بیرونی در تقدیم‌نامهٔ التفهیم نوشته است «و این یادگار همچنین کردم مر ریحانه بنت الحسین الخوارزمی (بنت الحسن الخوارزمیه) را که خواهنده او بود بر طریق پرسش و جواب دادن بر رویی که خوبتر بود و صورت بستن آن آسانتر و ابتدا کردم به هندسه پس به شمار، پس به صورت عالم پس به احکام نجوم ازیراک مردم نام منجمی را سزاوار نشود تا این چهار علم را به تمامی نداند.»
گمان می‌رود ریحانه دختر حسین (حسن) خوارزمی که از علمای منطقه خوارزم بود، باشد و زنی باسواد و بادانش بوده است. گمان می‌رود او در جوانی از ابوریحان بیرونی دانشمند بزرگ زمان خود درخواست کرده است که کتابی درباره احکام نجوم بنویسد و ابوریحان بیرونی که از دوستان خانوادگی ریحانه بوده است به پیشنهاد او التفهیم را  به فارسی نوشته است.
جلال الدین همایی ریحانه را شخصیتی واقعی می‌داند امّا پس از بررسی‌هایی می‌گوید هنوز این شخص را نشناخته‌ام. اما جعفر آقایانی چاووشی (استاد تاریخ علم) معتقد است که اصلاً ریحانه وجود خارجی نداشته و یک دختر خیالی است. او می‌گوید: ریحانه بنت الحسین یک دختر خیالی دوستدار دانش و فلسفه است. دانشمندان هندی نیز پیش از بیرونی چنین تألیفاتی داشته‌اند و آن‌ها را به یک دختر خیالی تقدیم می‌کرده‌اند. بیرونی هم سال‌ها در هند زندگی کرده و با زبان هندی آشنا بوده و آداب و رسوم مردم این سرزمین را می‌دانسته است. بنابراین می‌توان گفت تألیف کتاب التفهیم و اهداء آن به یک دختر خیالی را از دانشمندان هندی پیش از خود تبعیت کرده‌است. چاووشی معتقد است چون در گذشته، روی تعصبات بیجا دختران را از تحصیل علم محروم می‌کردند، بیرونی با تقدیم این کتاب به یک دختر (و نه یک پسر) خواسته است علیه این بینش منفی بایستد. ابوریحان بیرونی هیچگاه ازدواج نکرد و از خود بچه‌ای بجا نگذاشت. 